# Проспект Исмаила Самани
Проспе́кт Исмаи́ла Самани́ (тадж. Хиёбони Исмоили Сомонӣ) — одна из главных улиц города Душанбе — столицы Таджикистана.

## География
Проспект проходит с востока на запад на север по территории районов Исмоили Сомони и Сино. Начинается от проспекта Рудаки у дома-музея Сухроба Курбанова, пересекает проспект Хафиза Шерози и реку Варзоб и заканчивается у проспекта Абдуали Сино. Длина проспекта составляет 2 километра 700 метров.

## История
В советское время проспект назывался улицей Путовского (встречается также вариант проспект Путовского). современное название в честь эмира Исмаила Самани получил в 1990-х в рамках кампании по возрождению национальной идентичности. Сегодня проспект Исмаила Самани считается одной из наиболее престижных улиц города. Квартиры в жилых домах, расположенных вдоль проспекта, стоят значительно дороже жилого фонда большей части города.

## Застройка
- дом 11 — Национальный музей Таджикистана
- дом 14 — культурно-развлекательный комплекс «Кохи Навруз»
- дом 26 — концертный зал «Кохи Борбад»
- дом 45 — Дворец тенниса
- дом 47 — Исмаилитский центр
- дом 26/1 — Hyatt Regency Dushanbe Hotel
- дом 109А — Посольство США в Таджикистане